# Sutemos
Sutemos è il terzo album in studio della cantante lituana Jessica Shy, pubblicato il 31 maggio 2024 dalla OpenPlay.
L'LP ha generato sette candidature ai premi M.A.M.A. per l'artista; in occasione della manifestazione, è risultata anche quella più premiata, con tre riconoscimenti vinti.

## Promozione
A seguito della tournée nelle principali arene lituane a supporto dei dischi precedenti, Sutemos è stato concepito e composto in una «fase di maturità», prevedendo sonorità e sfumature innovative, come riferito dalla cantante stessa. L'album contiene la traccia Žvaigždės, sesta numero uno nella Singlų Top 100 e promossa da una clip.
1000 vėtrų, promossa da un video uscito nell'agosto 2024, ha segnato la settima numero uno dell'artista nella hit parade lituana.

## Tracce
Testi di Džesika Šyvokaitė ed Elena Jurgaitytė, musiche di Karolis Labanauskas e Linas Strockis, eccetto dove indicato.
1. Žvaigždės – 2:22
2. Degina – 2:14 (testo: Džesika Šyvokaitė, Elena Jurgaitytė, Silvestras Beltė)
3. 1000 vėtrų – 2:07
4. Daug (feat. Yardy) – 2:50 (testo: Džesika Šyvokaitė, Jonas Liutkevičius Skomantas)
5. Tarp geltonų rūtų – 2:03 (testo: Džesika Šyvokaitė, Greta Jančytė – musica: Karolis Labanauskas, Linas Strockis, Rokas Jansonas)
6. Pilnatis (Ajajai) – 2:19
7. Kylančių rankų – 2:06 (testo: Džesika Šyvokaitė, Elena Jurgaitytė, Silvestras Beltė)
8. Nepyk ant manęs (con Free Finga) – 3:13 (testo: Džesika Šyvokaitė, Tomas Narkevičius – musica: Karolis Labanauskas, Linas Strockis, Tomas Narkevičius)
9. Norim bėgt – 2:31 (testo: Džesika Šyvokaitė)

## Formazione
- Jessica Shy – voce
- Yardy – voce aggiuntiva (traccia 4)
- Free Finga – voce, produzione (traccia 8)
- Karolis Labanauskas – produzione
- Linas Strockis – produzione

## Successo commerciale
Sutemos è stato il terzo LP dell'artista a imporsi in vetta alla Albumų Top 100; contemporaneamente tutti e tre i dischi di Jessica Shy hanno occupato le prime cinque posizioni della suddetta lista. Žvaigždės, assieme al restante delle tracce, si sono posizionate nella top 15 della graduatoria relativa ai singoli.

## Classifiche
| Classifica (2024) | Posizione massima |
| ----------------- | ----------------- |
| Lituania          | 1                 |